# Zouan-Hounien
Zouan-Hounien är en underprefektur i Elfenbenskusten. Den ligger i departementet med samma namn, i den västra delen av landet, 300 km väster om huvudstaden Yamoussoukro.